# Отс, Каарель Хансович
Каарель (Карл) Хансович Отс (эст. Kaarel (Karl) Ots) (18 августа 1882 года — 4 февраля 1961 года) — эстонский оперный певец (тенор). Народный артист Эстонской ССР (1957). Отец народного артиста СССР Георга Отса.

## Биография
Родился в Нарве 18 августа 1882 года. Отец, Ханс Отто (Hans Otto), — плотник и руководитель хора, один из основателей общества «Илмарине». Мать, Мари Отто (Mari Otto), — ткачиха и участница хора.
В 1918 году окончил Петроградскую народную консерваторию (открыта 1 октября 1908 г. С.-Петербургским Обществом народных университетов в здании по адресу: Фурштатская д.3) (педагог Г. А. Морской), после чего совершенствовался в Италии.
Вернулся в Петроград, где у него и его жены Лидии Александровны Отс (урождённой Вийкхольм) (1898—1988) 21 марта 1920 года родился сын Георг. Через полгода осенью 1920 года семья переехала в Эстонию. Всю дальнейшую жизнь провел в Таллине. С 1920 года артист хора, затем солист театра оперы и балета «Эстония».
Критика отмечает: «Особенно удавались Отсу партии, насыщенные драматизмом, героикой».
Исполнял вначале баритоновые партии:
- «Фауст» — Валентин
- «Севильский цирюльник» — Фигаро

C 1922 — теноровые партии:
- «Пиковая дама» П. И. Чайковского — Герман
- «Аида» Дж. Верди — Радамес
- «Лоэнгрин» Р. Вагнера — Лоэнгрин
- 1928 — «Викинги» Лава — Юло (первый исполнитель)[2]
- 1949 — «Берег бурь» Эрнесакса — Сааре Юхан (первый исполнитель)[2]
- «Каупо» А.Ведро — Каупо

## Награды и звания
- орден «Знак Почёта» (30.12.1956)
- Народный артист Эстонской ССР (1957)